# Scrittura mercantesca

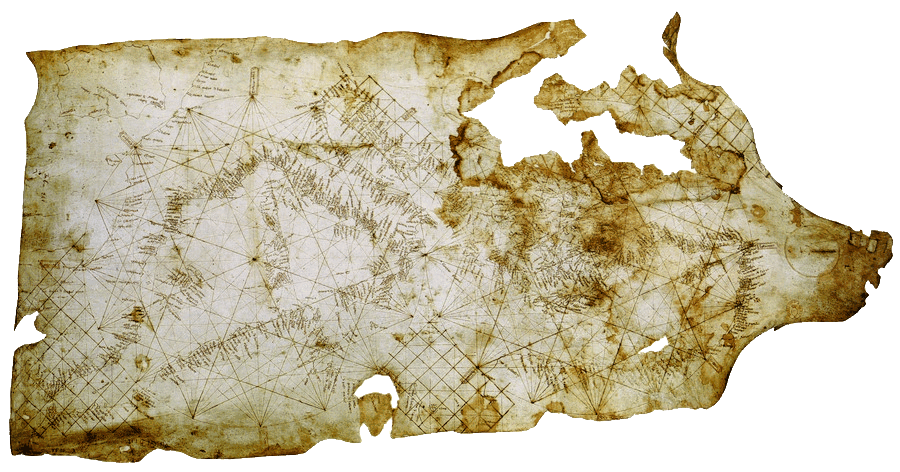
La Carta Pisana

Per scrittura mercantesca si intende quella scrittura adoperata dai mercanti e, in generale, dal ceto borghese nel corso del Basso Medioevo e nella prima Età moderna.

## Storia

### Una scrittura usuale e di reazione
Tra XIII e XVI secolo si afferma, all’interno della borghesia mercantile, la scrittura definita mercantesca. Nata a Firenze ma poi diffusasi in tutta l’Italia centro-settentrionale (tanto che si parla di mercantesca pisana, fiorentina, bolognese, milanese, genovese) con l’eccezione di Venezia, dove arriva soltanto nel XV secolo, tale scrittura era insegnata nelle scuole per preparare i mercanti dove era importante non la conoscenza del diritto o delle materie intellettuali, quanto della matematica e delle scienze pratiche.
Il motivo per cui non si diffonde subito a Venezia è dovuto al fatto che la mercantesca nasce come reazione, da parte del ceto mercantile, di creare una propria scrittura slegata a quella dell’élite dominante (Petrucci la definisce “separata”), rappresentata da uomini di cultura e da notai (perciò nasce in contrasto con la notarile), e questo spiega come mai a Venezia non attecchisce se non in epoca tarda, in quanto l’oligarchia dominante era composta propria da mercanti.
Si tratta pertanto di una scrittura usuale, slegata dalla conoscenza del latino (infatti i codici e i manoscritti riportanti la mercantesca sono tutti in volgare) e, dal momento che vi vengono realizzati anche dei codici in mercantesca, è anche una scrittura libraria e non solo documentale.

### Testimoni
Il documento più antico in mercantesca è la Carta Pisana conservata alla Biblioteca nazionale di Francia a Parigi, risalente al XII secolo. Esso è scritto ancora con la base in carolina ma è redatto in volgare e contiene norme per la costruzione di una galea da parte della Repubblica marinara di Pisa.
Del 1325 è un documento, invece, contenente un elenco di permute redatto su pergamena in cui appare il nome di Orlando di Ugolino, analfabeta. Quest’elenco è fatto in una scrittura abbastanza regolare nel modulo, e pochi segni abbreviativi. Un secolo dopo abbiamo i documenti dell'archivio del mercante pratese Francesco Datini (1410 ca).
Per quanto riguarda la dimensione codicologica, invece, la mercantesca si attesta per codici scritti in volgare. Si parla di una scrittura redatta abbastanza veloce e scritta con fatica: sono libri di conti, debiti, prestiti scritti da chi vedeva nella scrittura un mezzo per comunicare e per lasciare traccia e memoria di un fatto. Col passare dei secoli, la mercantesca viene realizzata anche per la trascrizione in codici della Divina Commedia, del Decameron e delle cronache storiche quali quella di Giovanni Villani.

## Caratteristiche grafiche
Dal punto di vista grafico, la mercantesca è una scrittura usuale, per cui può assumere un diverso ductus a seconda di chi scrive. Generalmente è tonda, di tipo corsivo ma diritta, con lettere ben separate, piccola, più larga che alta. Le lettere sono legate ma non è una scrittura piegata. È totalmente priva di chiaroscuro. Per quanto riguarda l’origine, essa deriva direttamente dalla carolina. Per quanto riguarda le lettere caratteristiche, abbiamo: 1) la g a forma di alambicco; 2) la e realizzata con doppia asta; 3) la a con l’asta disposta quasi orizzontalmente.